# Standaardnederlands
Standaardnederlands is de gestandaardiseerde variant van het Nederlands die wordt onderwezen op scholen en wordt gebruikt door de autoriteiten en media in Nederland, België, Suriname, Aruba,  Curaçao en Sint Maarten.
Het bewaken en beschrijven van het Standaardnederlands is door de Nederlandse, Vlaamse en Surinaamse overheid toevertrouwd aan de Nederlandse Taalunie. De Taalunie publiceert werken waarin de normen van het Standaardnederlands op het gebied van spelling zijn vastgelegd. Wat betreft grammatica en woordkeus geeft de Taalunie ook advies. Dit advies heeft echter geen wettelijke basis, en is dus niet verplicht. Toch wordt het in het Standaardnederlands grotendeels nagevolgd.

## De term Standaardnederlands
Het woord Standaardnederlands staat zo (en niet als bijvoorbeeld Standaard-Nederlands, standaard-Nederlands of standaardnederlands) in het Groene Boekje. Met name officiële instanties, waaronder overigens soms ook de Taalunie, schrijven ook standaard Nederlands (met een spatie). De Taalunie spreekt ook van de Nederlandse standaardtaal.

## Geschiedenis
De taal die in de Middeleeuwen in de Lage Landen werd gesproken verschilde per streek. Tijdens de Renaissance werd naast de wetenschappelijke standaardtaal Latijn de volkstaal gebruikt, zowel in literaire en wetenschappelijke werken als in bijbelvertalingen. Door de opkomst van de drukpers vonden die teksten een ruimere verspreiding. Omdat de taalverschillen tussen de verschillende streken de communicatie hinderden ontstond een standaardtaal waarin regionale verschillen (dialecten) beperkt werden.

### 'Algemeen Beschaafd Nederlands'
De term die voor de gestandaardiseerde taal gebruikt werd was Algemeen Beschaafd Nederlands, afgekort tot ABN.
De jaren vijftig en zestig kenden zogenaamde ABN-kringen, studiegroepen op scholen die zuiver taalgebruik bepleitten en welsprekendheidstoernooien organiseerden. Er was een ABN-centrale, opgericht door de Vlaamse filmregisseur Hein Beniest, die allerlei initiatieven nam, onder andere het uitbrengen van de film Moeder, wat zijn we rijk in 1957.
Uit de term ABN is de 'B' weggehaald, aanvankelijk alleen onder neerlandici, omdat 'beschaafd' kon suggereren dat mensen die andere varianten van het Nederlands spreken niet beschaafd zouden zijn. Tot de jaren zeventig werd de term 'ABN' officieel gebruikt, daarna de term Algemeen Nederlands (AN).

## Interne variatie
Ook binnen het Standaardnederlands zelf bestaat nog behoorlijk veel uitspraakvariatie. De meeste taalkundigen zijn het er dan ook over eens dat er geen volledig sluitend regelsysteem valt te geven voor de uitspraak. Hans Van de Velde heeft het taalgebruik en met name de uitspraak van standaardtaalsprekers onderzocht. Hij concludeerde onder andere dat vrijwel geen enkele spreker de officiële regels voor het uitspreken van de slot-n (die te horen dient te zijn tussen een sjwa en een klinker aan het begin van het volgende woord) in alle gevallen daadwerkelijk naleeft. Daarnaast articuleerden alle sprekers de liquida r op meer dan één manier.
Andere in het verleden opgelegde regels voor de uitspraak en schrijfwijze van de Nederlandse standaardtaal, zoals het in de 17e eeuw bedachte hen/hun-onderscheid, blijken dermate gekunsteld dat veel sprekers en schrijvers ze in de praktijk nooit consequent toepassen.

## Standaardnederlands versus dialecten

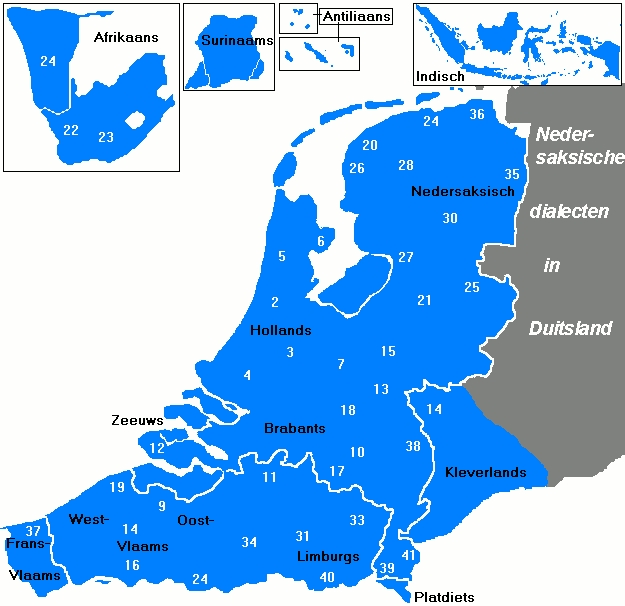
Nederlandse dialecten vs. het Standaardnederlands. Hoe hoger het getal, hoe groter het verschil.

Een wijdverspreide mythe in Nederland is dat het Haarlems het dichtst bij het Standaardnederlands ligt. Onderzoek van dialectoloog Harrie Scholtmeijer van het Meertens Instituut uit 1999 wees echter uit dat van heel Nederland jongeren in Dronten een accent hebben dat het dichtst het Standaardnederlands benadert. Uit latere onderzoeken zou blijken dat het Hollands zoals gesproken rond Amsterdam het meest in de buurt komt van het Standaardnederlands. Genoemde onderzoeken richtten zich echter enkel op Nederland, ze lieten andere Nederlandstalige gebieden buiten beschouwing.